# Kevin Richardson (hudebník)
Kevin Scott Richardson (* 3. října 1971) je americký zpěvák, skladatel, herec a model, nejlépe známý jako člen skupiny Backstreet Boys. Richardson byl uveden do hudební síně slávy v Kentucky spolu se svým bratrancem a spolučlenem Brianem Littrellem dne 10. dubna 2015. V roce 1993 se Richardson připojil k nové skupině Backstreet Boys. Poté, co se připojil, skupina stále hledala ještě jednoho člena, takže Richardson zavolal Briana Littrella, který je Richardsonovým bratrancem. Richardson je nejstarší člen skupiny a často známý jako velký bratr skupiny.